# Rinjani
Der Rinjani ist ein Schichtvulkan auf der indonesischen Insel Lombok und nach dem Kerinci der zweithöchste Vulkan des Landes.

## Geographische Lage
Der Rinjani ist ein Inselbogen-Vulkan und gehört zu den Vulkanen des Sundabogens. Der Inselbogen entstand durch die Subduktion ozeanischer Kruste, die zur Indo-Australischen Platte gehört. Die Vulkane des Sundabogens sind zum größten Teil hochexplosiv. Nicht weit vom Rinjani entfernt auf der Insel Sumbawa befindet sich der Mount Tambora, der 1815 mit einem VEI der Stärke 7 eruptierte.

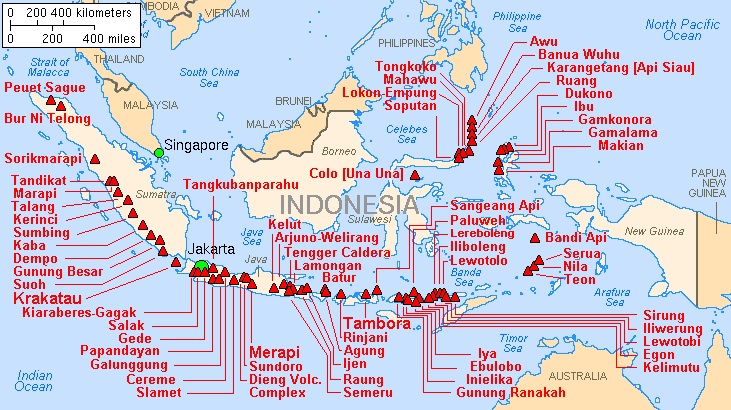
Karte der Vulkane in Indonesien

Durch den Nationalpark Gunung Rinjani, der 1997 gegründet wurde, ist der Berg geschützt. Von hier aus wird auch der Zugang zum Krater organisiert. In der 6 × 8,5 km großen Caldera liegt der 230 m tiefe Kratersee Segara Anak. Mehr als 20 Dörfer liegen um den von den Bewohnern als heilig verehrten Berg herum. Zu den Flüssen, die am Rinjani entspringen, zählt unter anderem auch der Jangkok.

## Eruptionen
Nach Untersuchungen eines internationalen Forscherteams ist der Ausbruch des Samalas im Rinjani-Vulkankomplex im Jahr 1257 dafür verantwortlich, dass der darauf folgende Sommer 1258 in Europa von Dauerregen und Missernten geprägt war. Die Forscher nennen 1258, ähnlich dem üblicherweise so bezeichneten Jahr 1816, ein „Jahr ohne Sommer“. Belegt wird dies durch Bohrkernanalysen aus Grönland und der Antarktis, die den gewaltigen Vulkanausbruch Mitte des 13. Jahrhunderts nachweisen. Durch einen Vergleich des Bohrkernmaterials mit den Ablagerungen in der Umgebung des Vulkans konnte der Ausbruch dem Berg Samalas zugeordnet werden. 
Das Jahr 1259 war einer Rekonstruktion aus Baumringdaten zufolge das drittkälteste der Nordhemisphäre in den letzten 1000 Jahren.
In zahlreichen Chroniken wird von den schlechten Sommern nach 1257 berichtet. In den Normannischen „Aufzeichnungen von Coutances“ ist davon zu lesen, dass es „keinen Sommer während des Sommers“ gab. Das Wetter war zur Erntezeit sehr regnerisch und kalt, weder die Getreideernte noch die Traubenlese war gut. In England verschärfte die Eruption eine Lebensmittelkrise. 
Im Ergebnis des Vulkanausbruchs wurde nach der auf Palmblättern verfassten Chronik Babad Lombok Pamatan, die Hauptstadt des Königreichs Lombok, vollständig zerstört. 
Der Ausbruch hatte die Stärke 7 und wird auf den Zeitraum Mai bis Oktober 1257 datiert. Die Höhe der Rauchsäule wird auf 43 Kilometer und das Auswurfvolumen auf 100 Kubikkilometer Tephra geschätzt. 
Wahrscheinlich kein anderer Vulkanausbruch der letzten 2000 Jahre schwächte derart die Strahlung der Sonne durch Schwefeldioxidemissionen ab. 
Es wird vermutet, dass diese und einige nachfolgende Eruptionen durch Rückkopplungseffekte auch langfristig zu einer kühleren Episode der Nordhemisphäre, zur sogenannten Kleinen Eiszeit, beitrugen.
Die letzten größeren Eruptionen waren im Mai 2009, Mai 2010, September 2016 und Juli 2018.

## Flugunfall
Am 25. Januar 1990 musste eine Hawker Siddeley HS 748-207 der Airfast Indonesia (PK-OBW) wegen schlechten Wetters am Zielflughafen Selaparang ausweichen. Dabei flog sie in den 42 Kilometer ostnordöstlich davon gelegenen Vulkan Rinjani. Bei diesem CFIT (Controlled flight into terrain) wurden alle 19 Insassen getötet, drei Besatzungsmitglieder und 16 Passagiere.